# Río Tonlé San
El río Tonlé San o río Sesan es un río que discurre por el centro de Vietnam y el noreste de Camboya, hasta desembocar en el río Mekong por su izquierda, del que es uno de sus principales afluentes. Una pequeña parte de este río sirve de frontera entre Vietnam y Camboya.